# 総合人間学会
総合人間学会（そうごうにんげんがっかい、英名 Japan Association of Synthetic Anthropology ）は、「人間とは何かーそんな根本の問いに学際的研究で答えを出す」ため、人間の総合的研究を進め、その成果の普及をはかることを目的として、憲法学の小林直樹らにより2006年に結成された学会（前身は2002年結成の「総合人間学研究会」）。設立趣旨参照。
事務局を東京農工大学農学部環境哲学研究室に置いている。

## 事業
研究大会の開催（年1回）、学会誌・学会編集書籍の発行、談話会の開催（関東地区年4回・関西地区年1回以上）、ニュースレターの発行、各種部会の開催（若手部会など）、国内外の諸学会・関係諸機関・諸団体との連携・協力など

## 開かれた学の場
学問の領域を問わず、また、市民・研究者の別を問わず、関心のある多くの人々の入会を呼びかけている。

## 学会誌
学会誌としての性格だけではなく、人間について、そして人間をとりまく諸問題についての考察と議論を、興味ある人々とひろく共有したいという思いから、市販もされている。
- 『総合人間学』

## 学会編集書籍
- 小林直樹編『総合人間学の試み – 新しい人間学に向けて』 2006年
- 小原秀雄編『生命・生活から人間を考える』 2006年
- 柴田義松編『現代の教育危機と総合人間学』 2006年